# پرویز امینی افشار
پرویز امینی افشار نظامی ایرانی، وی آخرین رئیس اداره دوم ستاد بزرگ‌ارتشتاران بود و پس از انقلاب ایران اعدام شد. و از امضا کنندگان اعلامیه بی‌طرفی ارتش در ۲۲ بهمن ۱۳۵۷ بود.

## زندگی
سرلشکر پرویز امینی افشار برادر کوچکتر سپهبد بیوک امینی افشار و سرتیپ ایرج امینی افشار بود.
رادیو ایران در ساعت هشت و بیست دقیقه ۱ اسفند ۱۳۵۷ خبر اعدام چهار تن از امرای ارتش را اعلام کرد.
سرتیپ نعمت‌الله معتمدی فرماندار نظامی و فرمانده لشکر قزوین، سرلشکر پرویز امین افشار رئیس لشکر گارد، سرتیپ منوچهر ملک فرمانده تیپ زرهی قزوین، سرتیپ حسین همدانیان رئیس ساواک کرمانشاهان در ساعت ۳و ۴۵ دقیقه بامداد اعدام شدند و اجساد امرای معدوم به پزشکی قانونی فرستاده شد.
بردارانش سرتیپ ایرج امینی افشار فرمانده گروه رزمی هوانیروز در سال ۱۳۵۸ اعدام و سپهبد بیوک امینی افشار نیز که در آغاز فعالیت دولت مهندس مهدی بازرگان به عنوان رئیس ستاد ژاندارمری کل کشور به کار گرفته شده بود، دادگاهی و به جرم «تحکیم مبانی رژیم طاغوتی شاهنشاهی و صدور دستور تیراندازی به سوی ملت مسلمان» در سال ۱۳۶۱ به اعدام محکوم شد.

## اعلامیه بی‌طرفی ارتش
پرویز امینی افشار در جلسه امرای ارتش در روز ۲۲ بهمن به ریاست تیمسار قره باغی به عنوان شرکت رئیس اداره دوم ستاد بزرگ‌ارتشتاران کرده و اعلامیه بی‌طرفی ارتش را امضا کرد.